# (12443) Paulsydney
(12443) Paulsydney est un astéroïde de la ceinture principale.

## Description
(12443) Paulsydney est un astéroïde de la ceinture principale. Il fut découvert le 15 mars 1996 à Haleakala par l'observatoire AMOS. Il présente une orbite caractérisée par un demi-grand axe de 3,11 UA, une excentricité de 0,21 et une inclinaison de 17,5° par rapport à l'écliptique.

## Compléments